# شواء عماني
الشواء العماني أو المفدون العماني هو من الأطباق القديمة التقليدية في سلطنة عمان، ويُعتبر من الأكلات المرتبطة بالاحتفالات والمناسبات الدينية، وخاصة عيد الأضحى وعيد الفطر. يتم تحضيره بأسلوب خاص يعكس أصالة التراث العُماني وبساطته، ويعتمد على لحم الخروف أو الماعز المتبل بالأعشاب والتوابل.
وتتنوع في عمان الأطعمة التقليدية بنكهاتها التي تعكس ثقافة المجتمع العماني، ومحافظته على الموروث القديم، ومما أدى إلى تنوع الوجبات هو النشاط الاقتصادي والتجاري وتبادل التجارب والثقافات الناتجة عن الهجرة من وإلى عمان من مختلف الثقافات العالمية والمطابخ المختلفة.

## طريقة التحضير[4]
1. التتبيل: يُقطع اللحم إلى قطع كبيرة ويُتبل بخلطة مميزة تشمل الملح، الفلفل، الهيل، الكمون، الكزبرة، وأحيانًا الثوم والبصل. تختلف التوابل بحسب الأذواق، وغالبًا ما تستخدم بهارات عُمانية تقليدية.
2. التنقيع: بعد تتبيل اللحم، يُترك لفترة تتراوح بين عدة ساعات إلى يوم كامل حتى تتشبع قطع اللحم بالنكهات.
3. الشواء تحت الأرض: يتميز بطريقته الفريدة في في حفرة تُحفر في الأرض، تُعرف باسم “التنور”. تُجهز الحفرة بوضع الفحم المشتعل فيها، ثم يوضع اللحم في الشبكة أو الخصف بعد أن يُلف بأوراق الموز أو سعف النخيل لحمايته من الرماد. يُغلق التنور بإحكام ويُغطى بالتراب لضمان حفظ الحرارة واستمرار عملية الطهي البطيء.
4. مدة الشواء: يُترك اللحم في التنور لمدة تتراوح بين 12-24-72 ساعة، لينضج على حرارة هادئة وببطء، مما يجعله طريًا ومُشبعًا أكثر بالنكهات.[2]

في أثناء تحضير الشواء قد يقوم بعض الأفراد بترديد العديد من الأهازيج العمانية التقليدية، وذَلك احتفالاً بهذه المناسبات لما فيها من الألفة والبهجة، والحفاظ على الموروث العماني. إلا أنها قد لا تكون شائعة في عيد الفطر وعيد الأضحى.

## النكهة والتقديم
إن المدة التي يستغرقها اللحم حتى يجهز في التنور تتراوح بين 12-24-72 ساعة، وهذا يعتمد على حسب المنطقة وطريقة التحضير التي تستخدمها، وبعد إخراج اللحم من التنور في اليوم التالي، يكون لحمًا طريًا غنيّ بالنكهات بفضل عملية الطهي البطيء والتتبيل العميق وتنوّع البهارات العمانية المستخدمة. ويُقدم الشواء العُماني مع الأرز أو الخبز التقليدي ويُزين بالبصل الأخضر أو الأعشاب، ويُعتبر من الأطباق الدسمة التي حافظ عليها المجتمع العماني منذ القِدم.

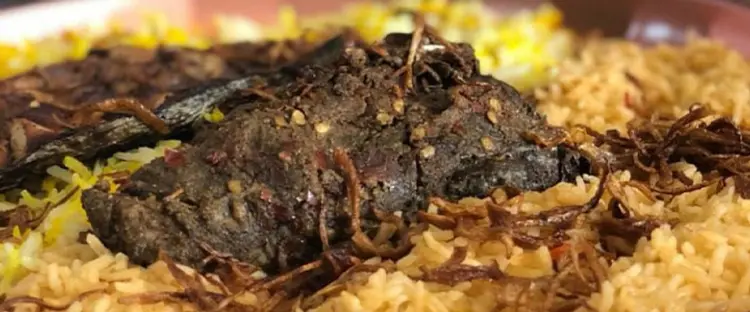
اللحم المشوي

ويسبق وجبة الشواء، تناول وجبات أخرى مثل المشاكيك والمقلي في اليوم الأول من العيد، وذلك لأن الشواء لا يمكن تقديمه في أول أيام العيد بسبب الفترة الزمنية التي يستغرفها حتى يصبح ناضجا.

## أهميته في الثقافة العمانية
يعكس الشواء العُماني تقاليد الضيافة في المجتمع العماني ويظهر مهارة السكان في استغلال الموارد المحلية كالملح والتوابل والفحم. ويُعد جزءًا من التراث العماني الذي يعبر عن ارتباط العُمانيين بتراثهم واعتزازهم بأسلوب حياتهم التقليدي.